# Alfred Schmasow
Alfred Wilhelm Schmasow (* 5. Januar 1862 in Berlin; † 16. Mai 1924 ebenda) war ein deutscher Schauspieler, Komiker und Autor.

## Leben und Wirken
Schmasow, Sohn eines Bankbeamten, lernte das Schauspielerhandwerk bei Wanderbühnen und in der Provinz. In Essen bekam er sein erstes festes Engagement. Weitere Beschäftigung fand er in Köln, Aachen, Chemnitz, Görlitz und Breslau. 1888 kam er nach Berlin ans Adolf-Ernst-Theater, wo Lokalposse und Vaudeville sein Metier wurden. Hier trat er in heiteren Volksstücken und Schwänken auf. Ab 1890 spielte er am Central-Theater, danach wechselte er in die Ensembles des Friedrich-Wilhelmstädtischen und des Belle-Alliance-Theaters. Ebenso im komischen Fach trat er ab 1894 am Schiller-Theater in Erscheinung. Hier konnte er sich als Darsteller von Berliner Typen aus dem Handwerker- und Kleinbürgermilieu einen Namen machen. Besonders lagen ihm die Komödien von Adolph L’Arronge, wie z. B. Der Registrator auf Reisen oder Hasemanns Töchter, und von Heinrich Wilken, wie die viel gespielte Posse Kyritz-Pyritz. Auch für das Vortragen von Couplets zeigte er sich begabt; sie sollten bald seine Spezialität werden.
Auch für den noch stummen Film war Schmasow tätig. 1916 schrieb er nach der Vorlage von Fritz Reuter das Drehbuch für den Einakter Das Loch in der Pfanne, 1918 spielte er in dem Dreiakter Das Blitzmädel den Udo von Buldern, und bis 1923 wirkte er noch in einer Reihe von Stummfilmen mit, vorwiegend als Kleindarsteller in Detektiv- und Gesellschaftsdramen. Er war als Gerichtsvollzieher, Gefängniswärter und Krematoriumsdiener ebenso überzeugend wie als Professor oder Landstreicher. Mehrfach spielte er Kriminalbeamte.
Schmasow wurde über die Schauspielerei hinaus auch als Autor von Original-Couplets und Bühnensketchen bekannt; schon um die Jahrhundertwende gab er eine Auswahl seiner Couplets unter dem Titel Lachende Gesichter heraus. Viele davon werden wie Volkslieder noch heute gesungen, ohne dass man sich dabei noch ihres Verfassers entsänne.
Von ihm stammen z. B. die Worte zu Julius Einödshofers bekanntem Schlager vom „kleinen Cohn“ (1902) und auf die beliebte Berliner Kreuzpolka „Siehste wohl, da kimmt’ er“; im gleichen Jahr vertonte Victor Hollaender sein Reiselied „Der Ehemannszug nach Heringsdorf“. Im Ersten Weltkrieg war er auch deftigen vaterländischen Propagandatexten („Druff, Jungens! Eure Faust geballt!“, „Verwalkt die Völkerrassen!“) nicht abgeneigt.
Sammelausgaben seiner Original-Vorträge wurden unter Titeln wie Hundert Lacherfolge bzw. Ränke und Schwänke bis in die Zeit nach dem Zweiten Weltkrieg immer wieder neu aufgelegt.
Schmasow war seit 1895 mit der Schauspielerin Margarete Horling (1862–1939) verheiratet. Er starb mit 62 Jahren am 16. Mai 1924 in Berlin. Sein jüngerer Bruder Edmund Schmasow (1864–1915) war ebenfalls Schauspieler.

## Werke
- Op. 15 (1890): Der Lieutenant von der India-Faser-Compagnie: Original-Couplet mit Pianofortebegleitung von Alfred Schmasow. Musik von Eugen Philippi[8]
- Op. 34 (1895): Da komm’ wir zusamm’: Originalcouplet von Alfred Schmasow. Musik von Richard Krause[8]
- Op. 41 (1895): zusammen mit Eugen Philippi: Der Tempelhofer. Urkomische Tanzpolka für Littke-Carlsen.[9]
- 1895: Schlaraffen-Humor. Verlag Jäger, Berlin.
- 1903: Ein edler Landmann. Allegorie. (= Möller’s Bibliothek für Gesundheitspflege, Erziehung und Volksaufklärung. Heft 16). Verlag Möller, Berlin.
- 1908: Caviar fürs Volk. Humor von Alfred Schmasow. Verlag von F. Harnische & Co., Berlin.
- 1908: mit Paul Lincke: Die lustige Spreewälderin. Rheinländer. In: Eine lustige Spreewaldfahrt! Burleske mit Gesang in 2 Bildern. Repertoirestück des Apollotheaters in Berlin; Apollo-Verlag, Berlin[10]
- 1913: Ränke und Schwänke! Humorist. Original-Vorträge in Poesie u. Prosa von Alfred Schmasow. 2. Auflage. Möller, Oranienburg / Berlin.
- 1913: Unsere Blaujacken in Kiautschou: Schwank (= Militärisches Theater-Album Nr. 93) 2. Auflage. Verlag Volger & Klein, Landsberg a. W.
- 1923: Der Zerrissene. Posse in drei Aufzügen von Johann Nestroy, neu bearbeitet von Alfred Schmasow; Reclam UB3626. Verlag Philipp Reclam Jun., Leipzig 1930; Erstauflage 1923.
- um 1950: mit Rudolf Presber, Karl Müller-Hausen: Hundert Lacherfolge – das lustige Vortragsbuch der beifallssicheren Schlager. 9. Auflage. Verlag W. Möller, Berlin (um 1950)[11]
- Alfred Schmasows Gedicht „Der Schnarcher“ erschien sogar in Amerika in der deutschsprachigen Indiana Tribüne, Volume 20, Nummer 113, 10. Januar 1897.[12]
- „Das Opfer des Vesuvs“: Lustige Verse um eine Hochzeitsreise (o. J.)[13]

## Filmografie
- 1918: Kitty, auch: Komteß Kitty
- 1918: Das Blitzmädel
- 1920: Der Abenteurer von Paris
- 1920: Der Unerkannte
- 1920: Der schwarze Gast
- 1920: Die Liebeskur
- 1920: Heiratsbüro Süßlein
- 1920: Menschliche Hyänen
- 1920: Nihil Nemo Kakadu
- 1920: Der Fluch der Menschheit, 1. Teil: Die Tochter der Arbeit
- 1920: Apachenrache, Teil 3: Die verschwundene Million
- 1920: Apachenrache, Teil 4: Der Affenmensch
- 1920: Das Gastmahl des Satans
- 1920: Der Tanz auf dem Vulkan, 1. Teil: Sybil Young
- 1921: Ratten der Großstadt, 1. Teil: Die geheimnisvolle Nacht
- 1921: Monte Carlo
- 1921: Aus den Tiefen der Großstadt
- 1921: Das goldene Netz
- 1921: Terpsichore. Die Macht des Tanzes
- 1921: Mensch - verpump deinen Frack nicht
- 1921: Das Gewissen der Welt, 1. Teil: Schattenpflanzen der Großstadt
- 1921: Die Schreckensmühle
- 1921: Die rätselhafte Zwölf
- 1921: Das tote Hotel
- 1922: Der Taugenichts
- 1922: Die Männer der Frau Clarissa
- 1922: Der Herr Papa
- 1922: Jugend
- 1922: Hotel zum goldenen Engel
- 1922: Die Zigarettengräfin
- 1923: Quarantäne

## Tondokumente (Auswahl)
- Der Musikkatalog der DNB führt 8 Titel von Schmasow auf. Bei Leimbach sind 14 verzeichnet.
- Edison Goldgußwalze # 15 127 Siehste, Puppchen, meine kleine süße Fee! (Hagen) Aufgen. Berlin, 15. September 1904
- Edison Goldgußwalze # 15 211 Der Allerwelts-Sänger (Schmasow) Aufgen. Berlin, 15. November 1904
- Grammophon 21 160, 21 161 (Matr. 7369 ½ L, 7370 ½ L) Im zoologischen Garten: 1. u. 2. Teil. Gesprochen von Alfred Schmasow u. Ensemble mit Orchesterbegleitung, Berlin
- Grammophon 21 232, 21 233 (Matr. 12 742 ½ u, 12 743 ½ u) Auf dem Potsdamer Platz, 1. und 2. Teil
- Grammophon 41 119 (Matr. 428) Radfahrers Stammbuch
- Grammophon 41 120 (Matr. 487) Aus der Schule geplaudert
- Grammophon 42 575 (Matr. 489) In Charlottenburg am Knie, Couplet (1901, Text Alfred Schmasow, Musik Paul Lincke)
- Anker Record No. 790 (Matr. 02124 und 02123) Wannsee-Erlebnisse: Aus dem Familienbad, I. u. II. Teil. Humoristische Szene mit Orchester. Alfred Schmasow u. Hermann Picha, Berlin
- International Zonophone Company X-21 121 (Matr. 4992 h und 4993 h) Nunne und Nante im Luftballon: humoristische Scene, I. Teil (Schmasow) Gesprochen von Alfred Schmasow und Paul Lehmann, Berlin. German. Talking.
- International Zonophone Company X-22 907 (Matr. 13 597 u) Wenn die Butterblumen blühen, von Eugen Jürich. Gesungen von Alfred Schmasow mit Orchesterbegleitung, Berlin. Comic w. Orch.
- International Zonophone Company X-22 908 (Matr. 13 598 u) Im Storchnest, von A. Behling. Gesungen von Alfred Schmasow mit Orchesterbegleitung, Berlin. German. Comic w. Orch.